# Leif Thybo
Leif Thybo (født 12. juni 1922 i Holstebro, død 24. januar 2001 i Holte) var en dansk organist og komponist. Han fik undervisning i musikteori hos Vagn Holmboe før han gik på musikkonservatoriet hvor han blev undervist i instrumentation af Poul Schierbeck, orgel af Emilius Bangert og musikteori af Finn Høffding.
Leif Thybo var professor i musikteori ved Det Kgl. Danske Musikkonservatorium fra 1965 til 1990. Han har bl.a. haft komponisten Frederik Magle som elev.
Værker for orgel
- Preludio, pastorale e fugato, op.11 (1948)
- Preludium (1950)
- Concerto per organo (1953-54)
- Concerto (1956)
- Passacaglia con Intermedios (1961)
- Contrasti per organo (1965)
- Liber organi (1967)
- Compenius-suite (1968)